# حادثة خركمر
حادثة خركمر (بالبشتوية: د خړکمر خونړۍ پېښه)‏؛ (بالأردوية: واقعہ خڑکمر)‏؛ أو مذبحة خركمر، هي حادثة وقعت في 26 مايو 2019 خلال لقاء بين جنود الجيش الباكستاني ونشطاء حركة بشتون تحفظ بالقرب من نقطة تفتيش خركمر في داتا خيل في شمال وزيرستان في باكستان.

## الحادثة
في 26 مايو 2019 خلال لقاء بين جنود الجيش الباكستاني ونشطاء حركة بشتون تحفظ بالقرب من نقطة تفتيش خركمر في داتا خيل في شمال وزيرستان في باكستان، أطلقت القوات العسكرية النار على تجمع احتجاج حركة بشتون تحفظ، وقُتِل أكثر من 13 من أنصار الحركة، وأصيب أكثر من 25 آخرين. وزعم الجيش أن جنديا قُتِل أيضًا في الحادث. ألقت قوات الأمن القبض على العديد من نشطاء الحركة بما في ذلك عضويّ المجلس الوطني الباكستاني علي وزير ومحسن داور بعد وقوع الحادث، وفُرض حظر التجول في المنطقة.
قال محسن داور ممثل شمال وزيرستان في البرلمان أن التجمع نظمه نشطاء سلميون وغير مسلحين للاحتجاج على ضرب امرأة من قبل الجيش في 25 مايو، وانتهاكات أخرى لحقوق الإنسان في المنطقة. وزعم الجيش أن قادة الحركة أرادوا ممارسة الضغط من أجل إطلاق سراح «الإرهابيين المشتبه بهم». وزعم الجيش أن نشطاء الحركة فتحوا النار أولاً مما أدى إلى إصابة عدد من الجنود.
قال لطيف أفريدي رئيس نقابة المحامين في محكمة بيشاور العليا والبرلماني السابق بأن العديد من مقاطع الفيديو أظهرت أن المتظاهرين كانوا غير مسلحين، وأن أفراد الأمن بدأوا إطلاق النار مما أدى إلى وفاة المتظاهرين السلميين.بينما أظهرت بعض مقاطع الفيديو أن علي وزير كان يحرض التقدم نحو نقطة التفتيش العسكرية.

## التعويضات
في 1 يونيو 2019 أعلن رئيس وزراء خيبر بختونخوا محمود خان عن تعويضات مالية بقيمة 2.5 مليون روبية لعائلات الأشخاص الذين قتلوا في الحادثة ومليون روبية للمصابين.